# 네티건
네티건(Netigan)은 네티즌과 훌리건이 합쳐진 인터넷 신조어다.
인터넷상에서 공격적이고 과격한 글 혹은 악성 댓글을 쓰면서 특정 집단이나 사안을 무조건적으로 옹호하거나 비난하는 사람들을 말한다. 이들은 주로 정치, 연예, 스포츠에 관심을 갖고 활동하며, 정도가 지나쳐 사회적 갈등을 초래하기도 한다.

## 같이 보기
- 네티즌
- 훌리건
- 댓글
- 연예인의 팬(집단)